# Team Deutsche Telekom/1996
Deze pagina geeft een overzicht van de wielerploeg Team Deutsche Telekom in 1996.

## Algemeen
Sponsors: Deutsche Telekom (Telefonieaanbieder)
Ploegleiders: Walter Godefroot, Rudy Pevenage, Frans Van Looy
Fietsen: Pinarello

## Renners
| Naam                  | Geboortedatum | Nationaliteit | Ploeg 1995            |
| --------------------- | ------------- | ------------- | --------------------- |
| Rolf Aldag            | 25-08-1968    | Duitsland     |                       |
| Michael Andersson     | 04-03-1976    | Zweden        | Sicasal-Acral         |
| Gerd Audehm           | 14-08-1968    | Duitsland     |                       |
| Udo Bölts             | 10-08-1966    | Duitsland     |                       |
| Bert Dietz            | 02-09-1969    | Duitsland     |                       |
| Christian Henn        | 11-03-1964    | Duitsland     |                       |
| Jens Heppner          | 23-12-1964    | Duitsland     |                       |
| Brian Holm            | 02-10-1962    | Denemarken    |                       |
| Kai Hundertmarck      | 25-04-1969    | Duitsland     |                       |
| Mario Kummer          | 06-04-1962    | Duitsland     |                       |
| Mikael Kyneb          | 05-03-1972    | Denemarken    | Stagiair              |
| Michel Lafis          | 19-09-1967    | Zweden        | Amore & Vita-Galatron |
| Olaf Ludwig           | 13-04-1960    | Duitsland     |                       |
| Peter Meinert-Nielsen | 24-05-1966    | Denemarken    | TVM                   |
| Bjarne Riis           | 03-04-1964    | Denemarken    | Gewiss-Ballan         |
| Jan Ullrich           | 02-12-1973    | Duitsland     |                       |
| Jürgen Werner         | 20-07-1970    | Duitsland     |                       |
| Steffen Wesemann      | 11-03-1971    | Duitsland     |                       |
| Erik Zabel            | 07-07-1970    | Duitsland     |                       |

## Belangrijke overwinningen
| Zesdaagse van Dortmund Rolf Aldag Erik Zabel Ruta del Sol 2e etappe: Olaf Ludwig 3e etappe: Erik Zabel Ronde van Keulen Erik Zabel Ronde van Castilië en León 5e etappe: Udo Bölts Driedaagse van De Panne 1e etappe: Olaf Ludwig Vierdaagse van Duinkerke 1e etappe: Olaf Ludwig 2e etappe: Erik Zabel GP Herning Bjarne Riis Ronde van Luxemburg 2e etappe: Erik Zabel Ronde van Zwitserland 7e etappe: Udo Bölts Duits kampioenschap op de weg Wegrit: Christian Henn Deens kampioenschap op de weg Tijdrit: Bjarne Riis Wegrit: Bjarne Riis Zweeds kampioenschap op de weg Tijdrit: Michael Andersson | Ronde van Frankrijk 3e etappe: Erik Zabel 9e etappe: Bjarne Riis 10e etappe: Erik Zabel 16e etappe: Bjarne Riis 20e etappe: Jan Ullrich Jongerenklassement: Jan Ullrich Puntenklassement: Erik Zabel Eindklassement: Bjarne Riis Regio Tour 1e etappe: Jens Heppner 3e etappe, deel A: Jan Ullrich Eindklassement: Jan Ullrich Ronde van de Limousin 3e etappe: Rolf Aldag Ronde van Zweden 2e etappe: Christian Henn 3e etappe, deel A: Michael Andersson 3e etappe, deel B: Bert Dietz 6e etappe: Mikael Kyneb Clásica San Sebastián Udo Bölts Ronde van Nederland 5e etappe: Erik Zabel 6e etappe: Olaf Ludwig Rund um die Hainleite Mario Kummer Coppa Sabatini Bjarne Riis Zesdaagse van Herning Bjarne Riis |  |  |

1989 · 1990 · 1991 · 1992 · 1993 · 1994 · 1995 · 1996 · 1997 · 1998 · 1999 · 2000 · 2001 · 2002 · 2003 · 2004 · 2005 · 2006 · 2007 · 2008 · 2009 · 2010 · 2011